# Banco Cafetero
El Banco Cafetero o BanCafé fue un banco colombiano creado por iniciativa de la Federación Nacional de Cafeteros de Colombia en 1953. Operó hasta su liquidación en 2005.

## Historia
Mediante Decreto 2314 del 4 de septiembre de 1953 se autorizó a la Federación Nacional de Cafeteros el capital del banco, con cargo a los recursos del Fondo Nacional del Café.
Bajo la dirección de Antonio Álvarez Restrepo, su primer gerente, inició operaciones el Banco Cafetero en Colombia.
Posteriormente, luego de la reforma administrativa de 1968 y por Decreto 2420, el Banco Cafetero fue adscrito al Ministerio de Agricultura en calidad de empresa industrial y comercial del Estado.
En 2005 el banco es liquidado, la operación fue anunciada por el presidente de la entidad, Jorge Castellanos, minutos después de que el Ministerio de Hacienda y Crédito Público expidiera el decreto 610 "por el cual se ordena la disolución y liquidación del Banco Cafetero S.A."
En 2006 Davivienda ofreció $2.2 billones por quedarse con el establecimiento de capital estatal, mientras que el Banco de Bogotá ofreció una suma bastante lejana, de $1.88 billones. De esta forma, Davivienda se quedó con el antiguo banco de los cafeteros y el último banco estatal que podía privatizarse.